# Rimorchiatore per la movimentazione dell'ancora

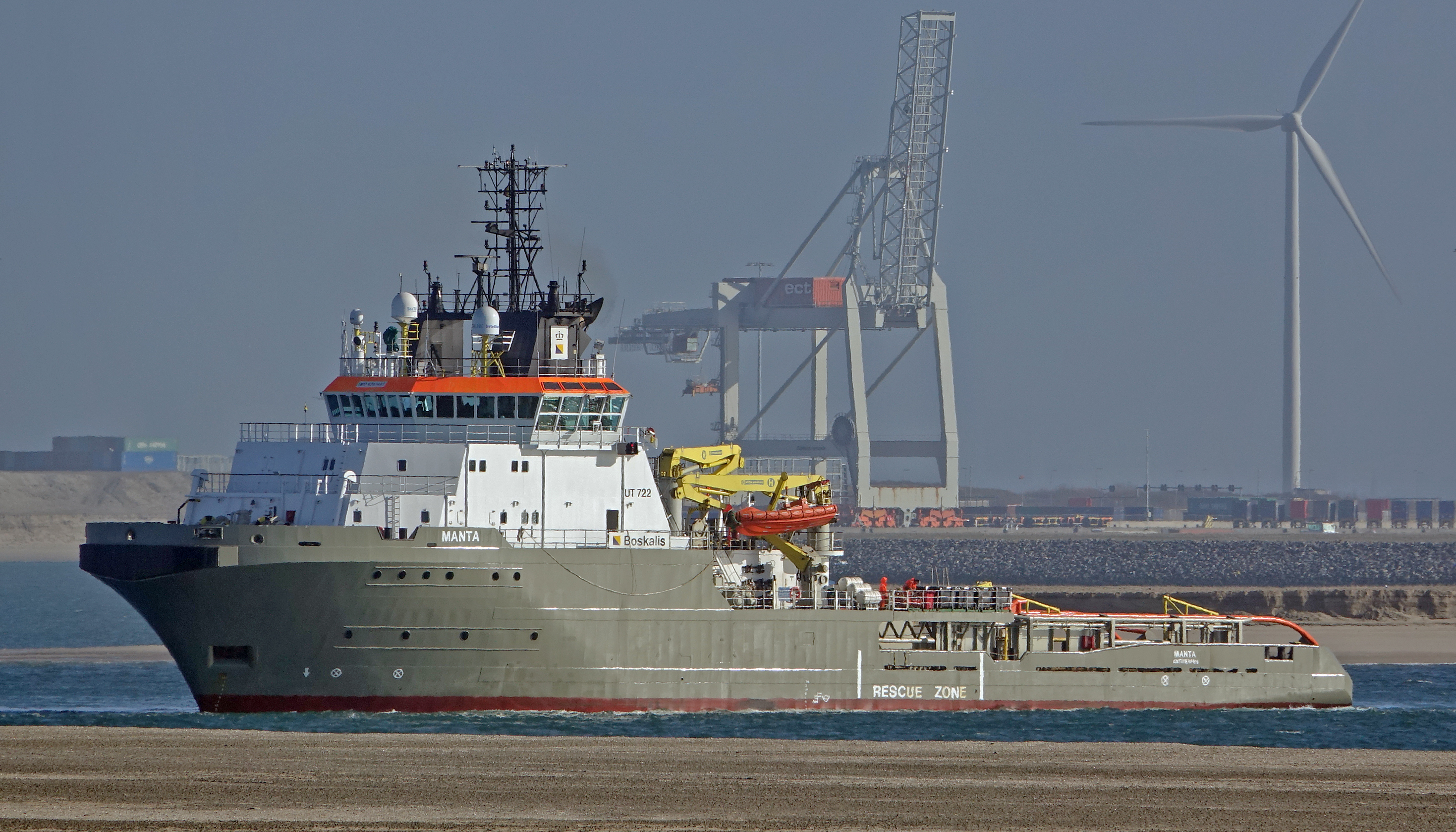
Il rimorchiatore Manta

I rimorchiatori per la movimentazione dell'ancora (in inglese Anchor Handling Tug Supply Vessel, in sigla AHTS) sono navi costruite principalmente per movimentare le ancore delle piattaforme petrolifere, trainarle in posizione e utilizzarle per fissare le piattaforme in siti.
Il rimorchiatore per la movimentazione delle ancore più potente al mondo, dalla sua consegna nel 2020, è l'Island Victory (Vard Brevik 831) di Island Offshore, con una potenza di 477 tonnellate (526 tonnellate corte; 4.680 kN).

## Servizi
Molte di queste navi sono progettate per soddisfare le dure condizioni del Mare del Nord e possono svolgere il compito di rifornimento tra basi terrestri e siti di perforazione. Forniscono inoltre assistenza al traino durante il carico e lo scarico del greggio dalle petroliere, alla movimentazione dell'ancora in acque profonde e al traino di oggetti pericolosi.
I rimorchiatori AHTS differiscono dalle navi da supporto per operazioni in piattaforma (PSV) perché sono dotati di argani per il traino e la movimentazione delle ancore, hanno una poppa aperta per consentire il rimessaggio delle ancore e hanno più potenza per aumentare la trazione della bitta. Questi rimorchiatori riescono anche a calare rapidamente l'ancora, che è azionabile dal ponte o da altri luoghi, normalmente con equipaggio, in comunicazione diretta con il ponte. Il carico di riferimento utilizzato nella progettazione e nel collaudo del verricello di traino è il doppio della trazione statica del dissuasore.

### Altri usi
Le navi AHTS, certe volte, fungono anche da navi di risposta alle emergenze e di soccorso (ERRV) e da trasporto di rifornimenti. Questi bastimenti possono anche svolgere servizi ROV (sottomarino a comando remoto), servizi di sicurezza/salvataggio e compiti di fornitura tra installazioni sulla terraferma e offshore.

## Galleria d'immagini

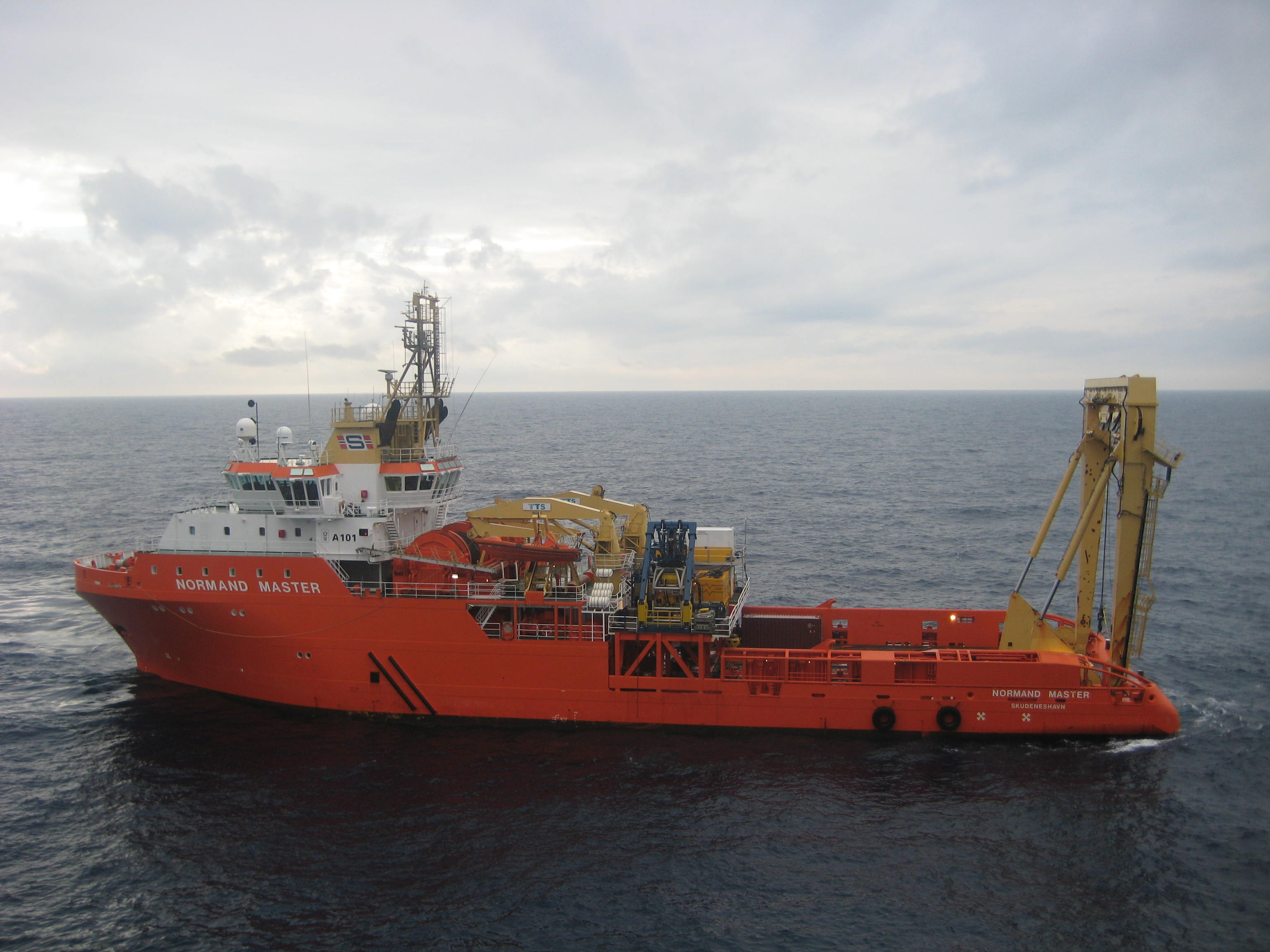
L'AHTS Normand Master accanto alla Balder al Thunder Horse Oil Field
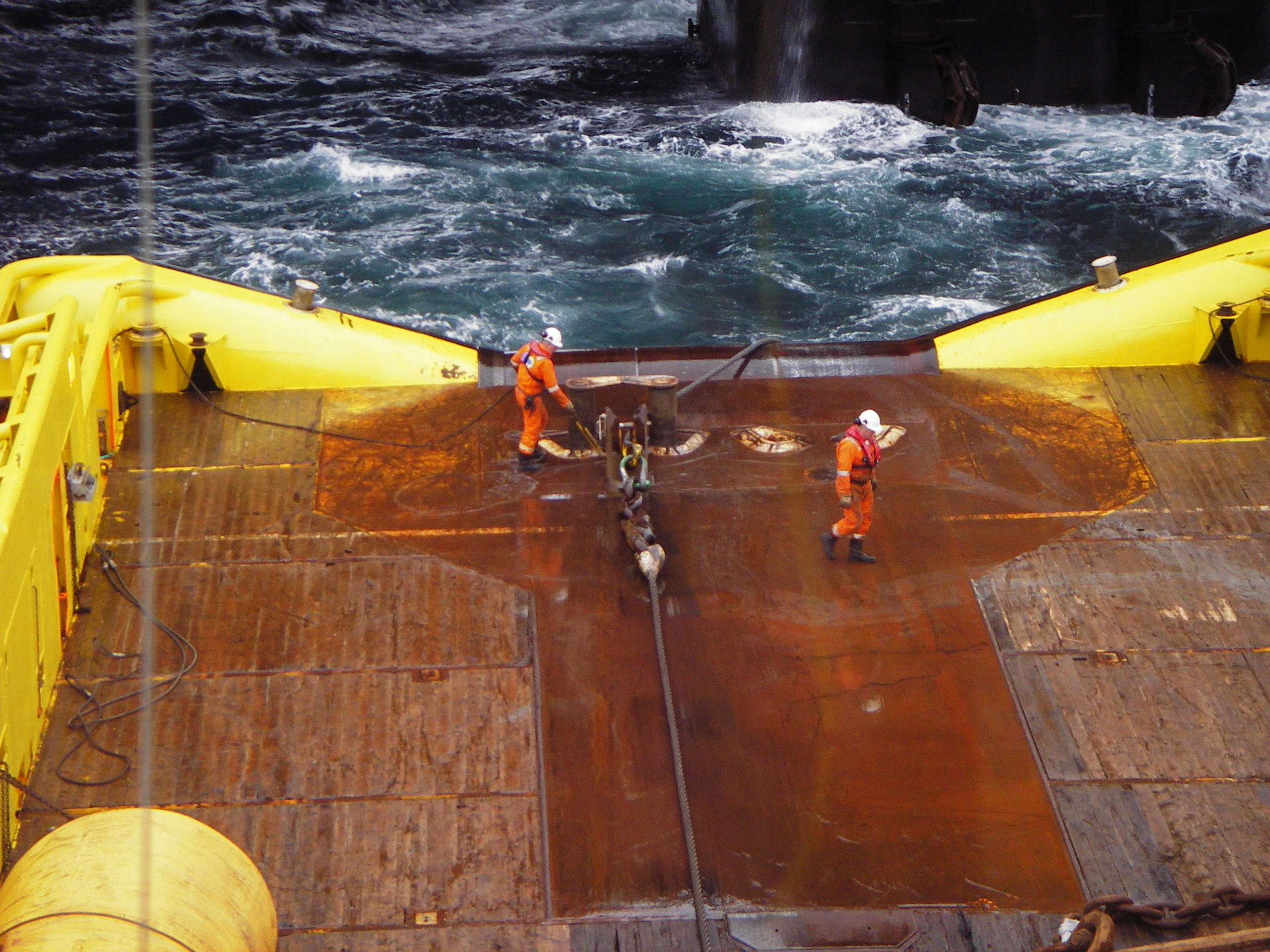
L'AHTS Balder Viking che movimenta le ancore per la piattaforma semisommergibile Transocean Arctic